# بطولة تونس لألعاب القوى 1962
بطولة تونس لألعاب القوى 1962 هو الدورة 7 من بطولة تونس لألعاب القوى.

فاز بهذا الموسم مركز التربية الرياضية العسكري.

## روابط خارجية
- الموقع الرسمي للجامعة التونسية لألعاب القوى.